# CUS Cagliari Hockey
Il CUS Cagliari Hockey è la sezione di hockey su prato del Centro Universitario Sportivo Cagliari.

## Storia
Il CUS Cagliari nasce nel 1947 reclutando giocatori da altre squadre cagliaritane (in particolare dal SG Amsicora con l'obiettivo di giocare campionati ad alti livelli: per fare questo ha da sempre sostenuto una vasta campagna acquisti di stranieri affermati.

## Cronistoria
- 1953 - titolo di Campione d'Italia universitario
- 1979.........- Serie A2
- 1980.........- Serie A1
- 1981.........- Serie A1
- 1981/1982 - Serie A1
- 1982/1983 - Serie A1
- 1983/1984 - Serie A2
- 1984/1985 - Serie A2
- 1985/1986 - Serie A2
- 1986/1987 - Serie A2
- 1987/1988 - Serie A2
- 1988/1989 - Serie A2
- 1989/1990 - Serie A2
- 1990/1991 - Serie A2
- 1991/1992 - Serie A2
- 1992/1993 - Serie A2
- 1993/1994 - Serie A2
- 1994/1995 - Serie A2
- 1995/1996 - Serie A2
- 1996/1997 - Serie A2
- 1997/1998 - Serie A2
- 1998/1999 - Serie A2
- 1999/2000 - Serie A2
- 2000/2001 - Serie A2
- 2001/2002 - Serie A2
- 2002/2003 - Serie A2 - 2º Classificato (Promosso in A1)
- 2003/2004 - Serie A1 - 10º Classificato (Retrocesso in A2)
- 2004/2005 - Serie A2 - 2º Classificato (Play-off A1)
- 2005/2006 - Serie A2 - 5º Classificato
- 2006/2007 - Serie A2 - 4º Classificato
- 2007/2008 - Serie A2 - 4º Classificato
- 2008/2009 - Serie A2 - 3º Classificato
- 2009/2010 - Serie A2 - 2º Classificato
- 2010/2011 - Serie A2 - 3º Classificato
- 2011/2012 - Serie A2 - 1º Classificato (Promosso in A1)
- 2012/2013 - Serie A1 - 6º Classificato